# Fels am Wagram
Fels am Wagram är en ort och kommun  i Österrike. Den ligger i distriktet Tulln och förbundslandet Niederösterreich, 50 km nordväst om huvudstaden Wien.
Kommunen består av fyra orter (Ortschaften) (inom parentes invånarantal 1 januari 2024):
- Fels am Wagram (1 671)
- Gösing am Wagram (361)
- Stettenhof (181)
- Thürnthal (290)